# Вишня Радвань
Вишня Радвань або Збудська Радвань (словац. Vyšná Radvaň) — частина села Радвань, до 1964 року самостійне село у Словаччині, на території теперішнього Меджилабірського округу Пряшівського краю. Розташоване в північно-східній частині Словаччини, у Низьких Бескидах в долині ріки Лаборець на її правому березі при впадінні Білої.
Уперше згадується у 1440 році.

## Пам'ятки
У селі є греко-католицька парафіяльна церква Успіння Пресвятої Богородиці з 1791 року в стилі бароко, перебудована в 1901 році в стилі класицизму, з 1963 року національна культурна пам'ятка.

## Населення
У 1880 році в селі проживало 390 осіб, з них 300 вказали рідну мову русинську, 52 словацьку, 16 німецьку, 13 угорську а 9 було німих. Релігійний склад: 312 греко-католиків, 38 юдеїв, 35 римо-католиків, 5 протестантів.
У 1910 році в селі проживали 572 особи, з них 381 вказала рідну мову русинську, 91 німецьку, 70 угорську, 28 словацьку, 2 румунську. Релігійний склад: 398 греко-католики, 109 юдеїв, 53 римо-католики, 12 протестантів.